# Eve Corona
L'Eve Corona è una struttura geologica della superficie di Venere.